# Barbarea integrifolia
Barbarea integrifolia är en korsblommig växtart som beskrevs av Dc. Barbarea integrifolia ingår i släktet gyllnar, och familjen korsblommiga växter. Inga underarter finns listade i Catalogue of Life.